# Integrierter Studiengang
Der integrierte Studiengang ist ein Studiengang zur gleichzeitigen Ausbildung von Studierenden mit Fachhochschul- und Hochschul-Orientierung oder der Studiengang für die grenzüberschreitende akademische Bildung.

## Inland
Insbesondere im Grundstudium besuchen die Studenten dieselben Vorlesungen, da hier die Grundlagen vermittelt werden, die für Fachhochschulstudenten und Hochschulstudenten gleichermaßen wichtig sind. Im Laufe des Studiums differenzieren sich dann die Veranstaltungen.
Durch einen leicht durchzuführenden „Kurswechsel“ können sich Studierende im Verlauf des Studiums dafür entscheiden, vom praxisorientierten Fachhochschulangebot in das theorielastigere Hochschulangebot zu wechseln – oder umgekehrt.